# Doryopteris
Doryopteris, rod papratnjača iz porodice bujadovki (Pteridaceae) raširen po tropskoj Americi, južnoj Indiji, Maleziji, Africi, Madagaskaru, Australiji i južnom Pacifiku. Većina vrsta je iz Brazila.

## Vrste
Postoji 24 priznate vrste i 6 hibrida unutar ovog roda:
1. Doryopteris adornata Yesilyurt
2. Doryopteris angelica K.Wood & W.H.Wagner
3. Doryopteris collina (Raddi) J.Sm.
4. Doryopteris concolor (Langsd. & Fisch.) Kuhn
5. Doryopteris decipiens (Hook.) J.Sm.
6. Doryopteris decora Brack.
7. Doryopteris kirkii (Hook.) Alston
8. Doryopteris leitei R.M.Tryon
9. Doryopteris lonchophora (Mett.) J.Sm.
10. Doryopteris lorentzii (Hieron.) Diels
11. Doryopteris majestosa Yesilyurt
12. Doryopteris nobilis (T.Moore) J.Sm.
13. Doryopteris palmata (Willd.) J.Sm.
14. Doryopteris patula (Fée) Fée
15. Doryopteris pedata (L.) Fée
16. Doryopteris pentagona Pic.Serm.
17. Doryopteris raddiana (Raddi) Fée
18. Doryopteris rediviva Fée
19. Doryopteris sagittifolia (Raddi) J.Sm.
20. Doryopteris stieri Rosenst.
21. Doryopteris surinamensis Yesilyurt
22. Doryopteris takeuchii (W.H.Wagner) W.H.Wagner
23. Doryopteris triphylla (Lam.) Christ
24. Doryopteris varians (Raddi) J.Sm.
25. Doryopteris ×excisa Sehnem
26. Doryopteris ×hybrida Brade & Rosenst.
27. Doryopteris ×intermedia Sehnem
28. Doryopteris ×procera Sehnem
29. Doryopteris ×scalaris Sehnem
30. Doryopteris ×subdecipiens W.H.Wagner

Sedam izdvojenih vrsta možda su dio ponovno opisan rodova Pellaeopsis ili Hemionitis. Rastu po iz Južoj Africi i otocima Indijskog oceana.. 
1. Doryopteris cordifolia (Baker) Diels
2. Doryopteris humbertiiTardieu
3. Doryopteris kitchingii (Baker) Bonap.
4. Doryopteris latiloba C.Chr.
5. Doryopteris madagascariensis Tardieu
6. Doryopteris pedatoides (Desv.) Kuhn
7. Doryopteris pilosa (Poir.) Kuhn

9 spp. koji vjerojatno nisu dio roda Doryopteris ali nemaju trenutnu novu poziciju čekajući molekularne rezultate.. 
1. Doryopteris alata A.G.S.Oliveira & Schwartsb.
2. Doryopteris angustata Sehnem
3. Doryopteris apparicioi Brade
4. Doryopteris campos-portoi Brade
5. Doryopteris conformis K.U.Kramer & R.M.Tryon
6. Doryopteris crispatula (Baker) C.Chr.
7. Doryopteris cyclophylla A.R.Sm.
8. Doryopteris davidsei A.R.Sm.
9. Doryopteris jequitinhonhensis Salino
10. Doryopteris spiritu-sanctensis A.G.S.Oliveira & Schwartsb.
11. Doryopteris trilobata J.Prado

Dio je potporodice Cheilanthoideae
Sinonimi:
- Bakeropteris Kuntze
- Cassebeera Kaulf.
- Doryopteridastrum Fée
- Heteropteris Fée
- Tryonella Pic.Serm.